# Phalascusa patrizii
Phalascusa patrizii is een insect uit de familie van de vlinderhaften (Ascalaphidae), die tot de orde netvleugeligen (Neuroptera) behoort. 
Phalascusa patrizii is voor het eerst wetenschappelijk beschreven door Navás in 1935.